# Mauran
Mauran (em occitano:  Mauran) é uma comuna francesa na região administrativa da Occitânia, no departamento do Alto Garona. Estende-se por uma área de 5.09 km², com 223 habitantes, segundo o censo de 2018, com uma densidade de 44 hab/km².